# Michael Jordan in Flight
Michael Jordan in Flight is een basketbalspel uit 1993 voor computers met DOS als besturingssysteem. Het spel werd ontwikkeld en uitgebracht door Electronic Arts. Hoewel het spel is toegewijd aan Michael Jordan zijn er in het spel verder geen spelers of ploegen uit de Amerikaanse National Basketball Association.

## Spelbesturing
Het spel wordt met twee ploegen gespeeld die elk uit 3 gedigitaliseerde spelers bestaat. Een 3D-camera toont het speelveld dat zich in een binnenplaats bevindt waar naast de spelers en de basketbalringen niets is. Sporadisch worden er filmfragmenten getoond met Michael Jordan.

## Ontvangst
Computer Gaming World was van mening dat de 3D-omgeving met gedigitaliseerde personages ver voor zijn tijd was en het spel zeer realistisch aantoont. Verder vonden ze het spel te eenvoudig en beperkt.